# Samir Ujkani
Samir Ujkani (Vučitrn, 5 luglio 1988) è un dirigente sportivo ed ex calciatore kosovaro con cittadinanza albanese, di ruolo portiere, direttore sportivo della nazionale kosovara.

## Biografia
Nato a Vučitrn in Kosovo, a sei anni si trasferisce con la famiglia in Belgio, di cui possiede il passaporto. Parla correttamente cinque lingue: albanese, italiano, inglese, francese, olandese.

## Carriera

### Club

#### Gli inizi
Inizia a giocare nelle giovanili dell'Ingelmunster per poi passare all'Anderlecht, collezionando anche 10 presenze con la squadra riserve.

#### Palermo
L'8 giugno 2007 firma un contratto di 5 anni con il Palermo e nella sua prima stagione ricopre il ruolo di terzo portiere della prima squadra e di portiere titolare della Primavera. In prima squadra colleziona solo panchine, senza riuscire quindi ad esordire in Serie A.
Nella stagione successiva, diventa secondo portiere della squadra in corso d'opera. L'esordio arriva alla 33ª giornata, entrando al 64' di Milan-Palermo (3-0) al posto dell'infortunato Marco Amelia, quando sono già stati segnati i tre gol degli avversari; sarà questa la sua unica apparizione stagionale.

#### Novara
Il 23 luglio 2009 Palermo e Novara si scambiano il prestito dei portieri: Ujkani va in Piemonte e Giacomo Brichetto arriva in Sicilia. Il giovane portiere diventa subito un elemento fondamentale per la squadra.
Esordisce con la nuova maglia il 2 agosto 2009 nel primo turno di Coppa Italia, nella partita Novara-Pescina VdG 1-0; gioca anche Secondo e Terzo turno della competizione rispettivamente contro Modena il 9 agosto (2-2, 4-6 d.c.r) e Parma 5 giorni dopo (ancora vittoria in trasferta 1-2 per i piemontesi). In tutte e tre le partite è stato schierato da titolare.
Ha esordito in campionato nella prima giornata in trasferta contro il Figline (vittoria per 0-2). A fine campionato, pur giocando fino alla 23ª giornata a causa di un infortunio, ottiene la promozione in Serie B vincendo il campionato con due giornate di anticipo. Del campionato ha ottenuto il record dell'imbattibilità del portiere, rimanendo imbattuto per 758 minuti. A maggio vince la Supercoppa di Lega di Prima Divisione superando il Portogruaro nel doppio confronto.
Il 16 luglio 2010 il prestito del giocatore al Novara da parte del Palermo viene rinnovato.
Ripresosi dall'infortunio, torna in campo il 15 agosto nel Secondo turno di Coppa Italia vinto per 3-1 dopo i tempi supplementari contro il Taranto.
Il 31 gennaio 2011, ultimo giorno della sessione invernale del calciomercato, viene acquisito in compartecipazione dal Novara per 1,5 milioni di euro, rientrante, insieme a Michel Morganella, nella trattativa che ha portato Pablo Andrés González al Palermo a partire dalla successiva stagione.
Chiude la seconda stagione al Novara, in cui è stato uno dei migliori giocatori, con 36 presenze in campionato (chiuso al terzo posto) più 3 nei play-off, subendo 30 reti nella stagione regolare; a questi dati si aggiungono una presenza ed una rete subita in Coppa Italia. La stagione si chiude con la promozione in Serie A, dopo aver battuto il Padova per 2-0 nella finale di ritorno dei play-off. Fra le sue migliori partite dell'annata si ricorda Novara-Reggina (3-1) del 22 novembre 2010, valida per il posticipo della 16ª giornata di campionato.
Il 24 giugno 2011 Novara e Palermo rinnovano la compartecipazione, con il giocatore che rimane in Piemonte. Torna così a giocare in massima serie, debuttando nella Serie A 2011-2012 l'11 settembre in occasione di ChievoVerona-Novara (2-2) della seconda giornata (la prima è stata rinviata). Il 16 ottobre seguente, in Novara-Bologna (0-2), a seguito di uno scontro di gioco con il compagno Michel Morganella, quando ancora la partita era sullo 0-0, si procura la frattura del naso, della mandibola con la perdita di quattro denti e un taglio al sopracciglio. Torna in campo il 29 novembre nella partita del quarto turno di Coppa Italia vinta in trasferta per 3-2 sul Catania. Il 15 gennaio 2012, nella partita persa contro il Cesena per 3-1 in trasferta, ha parato il suo primo rigore in massima serie, respingendo la conclusione di Antonio Candreva.
Il 1º aprile 2012, nella partita della 30ª giornata persa per 5-2 contro la Roma, subisce la frattura del trapezio della mano destra in uno scontro con Pablo Osvaldo. Operato tre giorni dopo, il giocatore è dovuto star fermo per due mesi, terminando anzitempo la stagione. Chiude la sua prima stagione da titolare in Serie A con 24 presenze e 37 gol subiti, a cui si aggiungono 2 partite di Coppa Italia con 2 reti al passivo; oltre al già citato rigore respinto contro il Cesena, nella 26ª giornata respinge un tiro dagli undici metri anche di Marco Di Vaio nella partita persa per 1-0 dalla sua squadra.

#### Ritorno al Palermo e prestito al ChievoVerona
Il 22 giugno 2012 la compartecipazione fra Palermo e Novara viene risolta in favore dei siciliani per 1,5 milioni di euro, così il portiere torna a vestire la maglia rosanero. Dopo un passato da terzo portiere, veste fin dal suo rientro la maglia titolare della squadra isolana.
Dopo 19 presenze in campionato e una in Coppa Italia, e dopo non esser stato convocato per la partita del 27 gennaio contro il Cagliari (1-1), il 29 gennaio 2013 passa in prestito con diritto di riscatto della metà del cartellino al ChievoVerona. In veneto è il secondo di Christian Puggioni – giunto al primo posto della gerarchia di portieri dopo la cessione di Stefano Sorrentino proprio al Palermo – non riuscendo a esordire in maglia gialloblu.
A fine stagione non viene riscattato dal ChievoVerona e torna così al Palermo, esordendo nella stagione 2013-2014 in occasione della partita della 14ª giornata del campionato di Serie B vinta per 2-0 sul campo della Reggina, entrando al 66' al posto dell'infortunato Stefano Sorrentino. Il 3 maggio 2014, dopo la vittoria contro il Novara per 1-0 in trasferta, ottiene la promozione in Serie A – con annessa vittoria del campionato – con cinque giornate d'anticipo. Chiude l'annata con 11 presenze in campionato e 8 reti subite, terminando anzitempo la stagione agonistica a causa di una lesione profonda di secondo grado del vasto intermedio della coscia destra.

#### Genoa
Rimasto svincolato, il 19 luglio 2015 firma un contratto triennale con il Genoa. Non scende mai in campo in campionato, esternato dai colleghi Perin e Lamanna. Pertanto scende in campo soltanto in qualche gara amichevole prima dell'inizio del campionato, come nella sfida giocata contro la Pro Piacenza alla Sciorba il 29 luglio 2015, finita 0-0

#### In prestito al Latina e poi al Pisa
L'8 gennaio 2016 passa a titolo temporaneo al Latina, giocando da titolare per tutto il girone di ritorno del campionato cadetto.
L'11 luglio 2016 viene ceduto in prestito al Pisa, squadra neopromossa in Serie B.

#### Cremonese
Il 14 luglio 2017 viene acquistato a titolo definitivo dalla Cremonese, neopromossa in Serie B.

#### Çaykur Rizespor, Torino ed Empoli
Nell’estate 2018 passa alla squadra turca del Rizerspor a titolo gratuito. La sua avventura in Turchia è travagliata, tanto che in gennaio viene messo ai margini della rosa.
Rimasto svincolato il 9 agosto 2019, il 3 settembre 2019 firma un contratto per una stagione con il Torino, con cui esordisce il 29 luglio 2020 in occasione della sconfitta interna contro la Roma alla 37ª giornata di campionato (2-3). Il 18 agosto 2020 rinnova il suo contratto per un'altra stagione.. Al termine della stessa non rinnoverà il contratto con il Torino.
Il 31 agosto 2021 firma un contratto annuale con l'Empoli dove andrà a ricoprire il ruolo di secondo portiere , dietro Vicario. Il 15 dicembre esordisce con i toscani in Coppa Italia nel successo esterno contro l'Hellas Verona (partita finita 4-3 per l'Empoli).  Il 29 agosto 2022 prolunga di un altro anno il  contratto  con l’ Empoli.

### Nazionale
Ha esordito nella nazionale albanese Under-21 il 1º giugno 2007 contro i pari età dell'Italia (4-0 per gli azzurri), dopo aver da poco preso il passaporto albanese. Con l'Under-21 ha disputato 4 partite di qualificazione agli Europei di categoria, di cui 2 da titolare (l'esordio con l'Italia e contro le Isole Fær Øer) e due subentrando a Enea Koliçi (contro Isole Fær Øer e Croazia).
Il 6 ottobre 2008 è stato convocato per la prima volta nella Nazionale maggiore albanese per le qualificazioni a Sudafrica 2010, senza scendere però in campo.
L'esordio in nazionale arriva quindi il 12 maggio 2009, anche se in occasione dell'amichevole non ufficiale contro il Milan giocata a Tirana (7-8 d.c.r., 3-3 al 90'). Il vero esordio è del 10 giugno 2009 quando gioca in amichevole contro la Georgia (1-1). Il 9 settembre gioca la partita di qualificazione ai Mondiali 2010 contro la Danimarca (1-1).
Il 26 marzo 2011 debutta nel girone di qualificazione agli Europei 2012 giocando la partita vinta per 1-0 contro la Bielorussia.
Il 29 febbraio 2012 para due calci di rigore nell'amichevole persa per 2-1 contro la Georgia.
A seguito della possibilità concessa al Kosovo di avere una propria squadra rappresentativa a livello internazionale, ha accettato la chiamata per la partita amichevole del 5 marzo conto Haiti e quindi la federazione albanese ha chiesto alla FIFA di autorizzarlo a giocare per il Kosovo, convocandolo ufficialmente il 2 marzo.

## Statistiche

### Presenze e reti nei club
Statistiche aggiornate al 3 giugno 2023.
| Stagione        | Squadra         | Campionato      | Campionato | Campionato | Coppe nazionali | Coppe nazionali | Coppe nazionali | Coppe continentali | Coppe continentali | Coppe continentali | Altre coppe | Altre coppe | Altre coppe | Totale | Totale |
| Stagione        | Squadra         | Comp            | Pres       | Reti       | Comp            | Pres            | Reti            | Comp               | Pres               | Reti               | Comp        | Pres        | Reti        | Pres   | Reti   |
| --------------- | --------------- | --------------- | ---------- | ---------- | --------------- | --------------- | --------------- | ------------------ | ------------------ | ------------------ | ----------- | ----------- | ----------- | ------ | ------ |
| 2007-2008       | Palermo         | A               | 0          | 0          | CI              | 0               | 0               | CU                 | 0                  | 0                  | -           | -           | -           | 0      | 0      |
| 2008-2009       | Palermo         | A               | 1          | 0          | CI              | 0               | 0               | -                  | -                  | -                  | -           | -           | -           | 1      | 0      |
| 2009-2010       | Novara          | 1D              | 23         | -15        | CI-CI-LP        | 3+0             | -3+0            | -                  | -                  | -                  | SL-PD       | 1           | -1          | 27     | -19    |
| 2010-2011       | Novara          | B               | 36+3       | -30 + 0    | CI              | 1               | -1              | -                  | -                  | -                  | -           | -           | -           | 40     | -31    |
| 2011-2012       | Novara          | A               | 24         | -37        | CI              | 2               | -2              | -                  | -                  | -                  | -           | -           | -           | 26     | -39    |
| Totale Novara   | Totale Novara   | Totale Novara   | 83+3       | -82; 0     |                 | 6               | -6              |                    | -                  | -                  |             | 1           | -1          | 93     | -89    |
| 2012-gen. 2013  | Palermo         | A               | 19         | -30        | CI              | 1               | -1              | -                  | -                  | -                  | -           | -           | -           | 20     | -31    |
| gen.-giu. 2013  | Chievo          | A               | 0          | 0          | CI              | -               | -               | -                  | -                  | -                  | -           | -           | -           | 0      | 0      |
| 2013-2014       | Palermo         | B               | 11         | -8         | CI              | 0               | 0               | -                  | -                  | -                  | -           | -           | -           | 11     | -8     |
| 2014-2015       | Palermo         | A               | 3          | -4         | CI              | 1               | -3              | -                  | -                  | -                  | -           | -           | -           | 4      | -7     |
| Totale Palermo  | Totale Palermo  | Totale Palermo  | 34         | -42        |                 | 2               | -4              | -                  | 0                  | 0                  | -           | -           | -           | 36     | -46    |
| 2015-gen. 2016  | Genoa           | A               | 0          | 0          | CI              | 0               | 0               | -                  | -                  | -                  | -           | -           | -           | 0      | 0      |
| gen.-giu. 2016  | Latina          | B               | 21         | -23        | CI              | -               | -               | -                  | -                  | -                  | -           | -           | -           | 21     | -23    |
| 2016-2017       | Pisa            | B               | 35         | -26        | CI              | 3               | -5              | -                  | -                  | -                  | -           | -           | -           | 38     | -31    |
| 2017-2018       | Cremonese       | B               | 38         | -41        | CI              | 1               | 0               | -                  | -                  | -                  | -           | -           | -           | 39     | -41    |
| 2018-2019       | Çaykur Rizespor | SL              | 1          | -3         | TK              | 4               | -4              | -                  | -                  | -                  | -           | -           | -           | 5      | -7     |
| 2019-2020       | Torino          | A               | 1          | -3         | CI              | 0               | 0               | UEL                | 0                  | 0                  | -           | -           | -           | 1      | -3     |
| 2020-2021       | Torino          | A               | 1          | -1         | CI              | 0               | 0               | -                  | -                  | -                  | -           | -           | -           | 1      | -1     |
| Totale Torino   | Totale Torino   | Totale Torino   | 2          | -4         |                 | 0               | 0               | -                  | 0                  | 0                  | -           | -           | -           | 2      | -4     |
| 2021-2022       | Empoli          | A               | 0          | 0          | CI              | 1               | -3              | -                  | -                  | -                  | -           | -           | -           | 1      | -3     |
| 2022-2023       | Empoli          | A               | 1          | -1         | CI              | 0               | 0               | -                  | -                  | -                  | -           | -           | -           | 1      | -1     |
| Totale Empoli   | Totale Empoli   | Totale Empoli   | 1          | -1         |                 | 1               | -3              |                    | -                  | -                  |             | -           | -           | 2      | -4     |
| Totale carriera | Totale carriera | Totale carriera | 215+3      | -222       |                 | 17              | -22             |                    | 0                  | 0                  |             | 1           | -1          | 236    | -245   |

### Cronologia presenze e reti in nazionale

#### Albania
| Cronologia completa delle presenze e delle reti in nazionale ― Albania | Cronologia completa delle presenze e delle reti in nazionale ― Albania | Cronologia completa delle presenze e delle reti in nazionale ― Albania | Cronologia completa delle presenze e delle reti in nazionale ― Albania | Cronologia completa delle presenze e delle reti in nazionale ― Albania | Cronologia completa delle presenze e delle reti in nazionale ― Albania | Cronologia completa delle presenze e delle reti in nazionale ― Albania | Cronologia completa delle presenze e delle reti in nazionale ― Albania |
| Data                                                                   | Città                                                                  | In casa                                                                | Risultato                                                              | Ospiti                                                                 | Competizione                                                           | Reti                                                                   | Note                                                                   |
| ---------------------------------------------------------------------- | ---------------------------------------------------------------------- | ---------------------------------------------------------------------- | ---------------------------------------------------------------------- | ---------------------------------------------------------------------- | ---------------------------------------------------------------------- | ---------------------------------------------------------------------- | ---------------------------------------------------------------------- |
| 10-6-2009                                                              | Tirana                                                                 | Albania                                                                | 1 – 1                                                                  | Georgia                                                                | Amichevole                                                             | -1                                                                     |                                                                        |
| 12-8-2009                                                              | Tirana                                                                 | Albania                                                                | 6 – 1                                                                  | Cipro                                                                  | Amichevole                                                             | -1                                                                     |                                                                        |
| 9-9-2009                                                               | Tirana                                                                 | Albania                                                                | 1 – 1                                                                  | Danimarca                                                              | Qual. Mondiali 2010                                                    | -1                                                                     |                                                                        |
| 14-10-2009                                                             | Solna                                                                  | Svezia                                                                 | 4 – 1                                                                  | Albania                                                                | Qual. Mondiali 2010                                                    | -4                                                                     |                                                                        |
| 17-11-2010                                                             | Coriza                                                                 | Albania                                                                | 0 – 0                                                                  | Macedonia                                                              | Amichevole                                                             | -                                                                      | 46’                                                                    |
| 9-2-2011                                                               | Tirana                                                                 | Albania                                                                | 1 – 2                                                                  | Slovenia                                                               | Amichevole                                                             | -2                                                                     |                                                                        |
| 26-3-2011                                                              | Tirana                                                                 | Albania                                                                | 1 – 0                                                                  | Bielorussia                                                            | Qual. Euro 2012                                                        | -                                                                      |                                                                        |
| 7-6-2011                                                               | Zenica                                                                 | Bosnia ed Erzegovina                                                   | 2 – 0                                                                  | Albania                                                                | Qual. Euro 2012                                                        | -2                                                                     |                                                                        |
| 10-8-2011                                                              | Scutari                                                                | Albania                                                                | 3 – 2                                                                  | Montenegro                                                             | Amichevole                                                             | -2                                                                     |                                                                        |
| 2-9-2011                                                               | Tirana                                                                 | Albania                                                                | 1 – 2                                                                  | Francia                                                                | Qual. Euro 2012                                                        | -2                                                                     |                                                                        |
| 6-9-2011                                                               | Lussemburgo                                                            | Lussemburgo                                                            | 2 – 1                                                                  | Albania                                                                | Qual. Euro 2012                                                        | -2                                                                     |                                                                        |
| 7-10-2011                                                              | Parigi                                                                 | Francia                                                                | 3 – 0                                                                  | Albania                                                                | Qual. Euro 2012                                                        | -3                                                                     |                                                                        |
| 11-10-2011                                                             | Tirana                                                                 | Albania                                                                | 1 – 1                                                                  | Romania                                                                | Qual. Euro 2012                                                        | -1                                                                     |                                                                        |
| 29-2-2012                                                              | Tbilisi                                                                | Georgia                                                                | 2 – 1                                                                  | Albania                                                                | Amichevole                                                             | -2                                                                     |                                                                        |
| 15-8-2012                                                              | Tirana                                                                 | Albania                                                                | 0 – 0                                                                  | Moldavia                                                               | Amichevole                                                             | -                                                                      |                                                                        |
| 7-9-2012                                                               | Tirana                                                                 | Albania                                                                | 3 – 1                                                                  | Cipro                                                                  | Qual. Mondiali 2014                                                    | -1                                                                     |                                                                        |
| 11-9-2012                                                              | Lucerna                                                                | Svizzera                                                               | 2 – 0                                                                  | Albania                                                                | Qual. Mondiali 2014                                                    | -2                                                                     |                                                                        |
| 12-10-2012                                                             | Tirana                                                                 | Albania                                                                | 1 – 2                                                                  | Islanda                                                                | Qual. Mondiali 2014                                                    | -2                                                                     |                                                                        |
| 6-2-2013                                                               | Tirana                                                                 | Albania                                                                | 1 – 2                                                                  | Georgia                                                                | Amichevole                                                             | -1                                                                     |                                                                        |
| 26-3-2013                                                              | Tirana                                                                 | Albania                                                                | 4 – 1                                                                  | Lituania                                                               | Amichevole                                                             | -1                                                                     |                                                                        |
| Totale                                                                 |                                                                        | Presenze                                                               | 20                                                                     |                                                                        | Reti                                                                   | -30                                                                    |                                                                        |

#### Kosovo
| Cronologia completa delle presenze e delle reti in nazionale ― Kosovo | Cronologia completa delle presenze e delle reti in nazionale ― Kosovo | Cronologia completa delle presenze e delle reti in nazionale ― Kosovo | Cronologia completa delle presenze e delle reti in nazionale ― Kosovo | Cronologia completa delle presenze e delle reti in nazionale ― Kosovo | Cronologia completa delle presenze e delle reti in nazionale ― Kosovo | Cronologia completa delle presenze e delle reti in nazionale ― Kosovo | Cronologia completa delle presenze e delle reti in nazionale ― Kosovo |
| Data                                                                  | Città                                                                 | In casa                                                               | Risultato                                                             | Ospiti                                                                | Competizione                                                          | Reti                                                                  | Note                                                                  |
| --------------------------------------------------------------------- | --------------------------------------------------------------------- | --------------------------------------------------------------------- | --------------------------------------------------------------------- | --------------------------------------------------------------------- | --------------------------------------------------------------------- | --------------------------------------------------------------------- | --------------------------------------------------------------------- |
| 3-6-2016                                                              | Francoforte                                                           | Fær Øer                                                               | 0 – 2                                                                 | Kosovo                                                                | Amichevole                                                            | -                                                                     | cap.                                                                  |
| 5-9-2016                                                              | Turku                                                                 | Finlandia                                                             | 1 – 1                                                                 | Kosovo                                                                | Qual. Mondiali 2018                                                   | -1                                                                    | cap.                                                                  |
| 6-10-2016                                                             | Scutari                                                               | Kosovo                                                                | 0 – 6                                                                 | Croazia                                                               | Qual. Mondiali 2018                                                   | -6                                                                    | cap.                                                                  |
| 9-10-2016                                                             | Cracovia                                                              | Ucraina                                                               | 3 – 0                                                                 | Kosovo                                                                | Qual. Mondiali 2018                                                   | -3                                                                    | cap.                                                                  |
| 12-11-2016                                                            | Antalya                                                               | Turchia                                                               | 2 – 0                                                                 | Kosovo                                                                | Qual. Mondiali 2018                                                   | -2                                                                    | cap.                                                                  |
| 24-3-2017                                                             | Scutari                                                               | Kosovo                                                                | 1 – 2                                                                 | Islanda                                                               | Qual. Mondiali 2018                                                   | -2                                                                    | cap.                                                                  |
| 11-6-2017                                                             | Scutari                                                               | Kosovo                                                                | 1 – 4                                                                 | Turchia                                                               | Qual. Mondiali 2018                                                   | -2                                                                    | cap. 53’                                                              |
| 2-9-2017                                                              | Zagabria                                                              | Croazia                                                               | 1 – 0                                                                 | Kosovo                                                                | Qual. Mondiali 2018                                                   | -1                                                                    | cap.                                                                  |
| 5-9-2017                                                              | Scutari                                                               | Kosovo                                                                | 0 – 1                                                                 | Finlandia                                                             | Qual. Mondiali 2018                                                   | -1                                                                    | cap.                                                                  |
| 6-10-2017                                                             | Scutari                                                               | Kosovo                                                                | 0 – 2                                                                 | Ucraina                                                               | Qual. Mondiali 2018                                                   | -2                                                                    | cap.                                                                  |
| 9-10-2017                                                             | Reykjavík                                                             | Islanda                                                               | 2 – 0                                                                 | Kosovo                                                                | Qual. Mondiali 2018                                                   | -2                                                                    | cap. 37’                                                              |
| 13-11-2017                                                            | Kosovska Mitrovica                                                    | Kosovo                                                                | 4 – 3                                                                 | Lettonia                                                              | Amichevole                                                            | -3                                                                    | cap.                                                                  |
| 24-3-2018                                                             | Franconville                                                          | Kosovo                                                                | 1 – 0                                                                 | Madagascar                                                            | Amichevole                                                            | -                                                                     | cap.                                                                  |
| 27-3-2018                                                             | Franconville                                                          | Kosovo                                                                | 2 – 0                                                                 | Burkina Faso                                                          | Amichevole                                                            | -                                                                     | cap.                                                                  |
| 29-5-2018                                                             | Zurigo                                                                | Albania                                                               | 0 – 3                                                                 | Kosovo                                                                | Amichevole                                                            | -                                                                     | cap. 36’                                                              |
| 7-9-2018                                                              | Baku                                                                  | Azerbaigian                                                           | 0 – 0                                                                 | Kosovo                                                                | UEFA Nations League 2018-2019 - 1º turno                              | -                                                                     | cap.                                                                  |
| 10-9-2018                                                             | Pristina                                                              | Kosovo                                                                | 2 – 0                                                                 | Fær Øer                                                               | UEFA Nations League 2018-2019 - 1º turno                              | -                                                                     | cap.                                                                  |
| 11-10-2018                                                            | Pristina                                                              | Kosovo                                                                | 3 – 1                                                                 | Malta                                                                 | UEFA Nations League 2018-2019 - 1º turno                              | -1                                                                    | cap.                                                                  |
| 14-10-2018                                                            | Tórshavn                                                              | Fær Øer                                                               | 1 – 1                                                                 | Kosovo                                                                | UEFA Nations League 2018-2019 - 1º Turno                              | -1                                                                    | cap.                                                                  |
| 17-11-2018                                                            | Ta' Qali                                                              | Malta                                                                 | 0 – 5                                                                 | Kosovo                                                                | UEFA Nations League 2018-2019 - 1º turno                              | -                                                                     | cap.                                                                  |
| 21-3-2019                                                             | Pristina                                                              | Kosovo                                                                | 2 – 2                                                                 | Danimarca                                                             | Amichevole                                                            | -2                                                                    | 46’                                                                   |
| 10-10-2019                                                            | Pristina                                                              | Kosovo                                                                | 1 – 0                                                                 | Gibilterra                                                            | Amichevole                                                            | -                                                                     | cap.                                                                  |
| 6-9-2020                                                              | Pristina                                                              | Kosovo                                                                | 1 – 2                                                                 | Grecia                                                                | UEFA Nations League 2020-2021 - 1º turno                              | -2                                                                    | cap.                                                                  |
| 18-11-2020                                                            | Pristina                                                              | Kosovo                                                                | 1 – 0                                                                 | Moldavia                                                              | UEFA Nations League 2020-2021 - 1º turno                              | -                                                                     | cap.                                                                  |
| 24-3-2021                                                             | Pristina                                                              | Kosovo                                                                | 4 – 0                                                                 | Lituania                                                              | Amichevole                                                            | -                                                                     | cap.                                                                  |
| 28-3-2021                                                             | Pristina                                                              | Kosovo                                                                | 0 – 3                                                                 | Svezia                                                                | Qual. Mondiali 2022                                                   | -3                                                                    | cap.                                                                  |
| 31-3-2021                                                             | Siviglia                                                              | Spagna                                                                | 3 – 1                                                                 | Kosovo                                                                | Qual. Mondiali 2022                                                   | -3                                                                    | cap.                                                                  |
| 1-6-2021                                                              | Pristina                                                              | Kosovo                                                                | 4 – 1                                                                 | San Marino                                                            | Amichevole                                                            | -1                                                                    | cap.                                                                  |
| 24-3-2022                                                             | Pristina                                                              | Kosovo                                                                | 5 – 0                                                                 | Burkina Faso                                                          | Amichevole                                                            | -                                                                     | cap.                                                                  |
| 5-6-2022                                                              | Pristina                                                              | Kosovo                                                                | 0 – 1                                                                 | Grecia                                                                | UEFA Nations League 2022-2023 - 1º turno                              | -                                                                     | 90+3’                                                                 |
| 9-6-2022                                                              | Pristina                                                              | Kosovo                                                                | 3 – 2                                                                 | Irlanda del Nord                                                      | UEFA Nations League 2022-2023 - 1º turno                              | -2                                                                    |                                                                       |
| 27-9-2022                                                             | Pristina                                                              | Kosovo                                                                | 5 – 1                                                                 | Cipro                                                                 | UEFA Nations League 2022-2023 - 1º turno                              | -1                                                                    |                                                                       |
| Totale                                                                |                                                                       | Presenze                                                              | 32                                                                    |                                                                       | Reti                                                                  | -43                                                                   |                                                                       |

## Palmarès

### Competizioni giovanili
- Campionato Under-19 belga: 1

Anderlecht: 2006-2007
- Campionato Primavera: 1

Palermo: 2008-2009

### Competizioni nazionali
- Lega Pro Prima Divisione: 1

Novara: 2009-2010
- Supercoppa di Lega Prima Divisione: 1

Novara: 2010
- Campionato italiano di Serie B: 1

Palermo: 2013-2014